# TFV Frauen Cup
Der Cup des Tiroler Fußballverband der Frauen, kurz TFV Frauen Cup genannt, ist einer von neun möglichen österreichischen Fußball-Pokalwettbewerben für Frauen auf Verbandsebene. Er wird vom Tiroler Fußballverband ausgerichtet und im K.-o.-System ausgetragen.
Der Cupbewerb trägt den Namen Kerschdorfer Tirol Frauen Cup und ist ein Qualifikationsbewerb für den ÖFB-Ladies-Cup. Bei den Frauen wird der Pokal erst seit der Saison 2015/16 ausgetragen.

## Geschichte
| Saison                        | Pokal-Sieger                                      | Finalist                                          | Resultat                                          |
| Kerschdorfer Tirol Frauen Cup | Kerschdorfer Tirol Frauen Cup                     | Kerschdorfer Tirol Frauen Cup                     |                                                   |
| ----------------------------- | ------------------------------------------------- | ------------------------------------------------- | ------------------------------------------------- |
| 2015/16                       | SV Innsbruck                                      | FC Schwoich                                       | 3:2 (1:1)                                         |
| 2016/17                       | FC Schwoich                                       | SSV Neustift                                      | 1:0 (0:0)                                         |
| 2017/18                       | SPG Matrei/Neustift                               | SPG Rinn/Tulfes/Wattens                           | 3:2 (2:1)                                         |
| 2018/19                       | SPG Schwoich/Wildschönau                          | SPG Matrei/Neustift                               | 3:1 n. E. (3:3, 2:0)                              |
| 2019/20                       | wegen COVID-19-Pandemie in Österreich abgebrochen | wegen COVID-19-Pandemie in Österreich abgebrochen | wegen COVID-19-Pandemie in Österreich abgebrochen |
| 2020/21                       | SV Innsbruck                                      | SK Wilten                                         | 4:0 (3:0)                                         |
| 2021/22                       | SV Innsbruck                                      | SK Wilten                                         | 2:0 (2:0)                                         |
| 2022/23                       | SK Wilten                                         | SV Innsbruck                                      | 2:0 (1:0)                                         |
| 2023/24                       | SV Innsbruck                                      | FC Stubai                                         | 2:1 (0:0)                                         |
| 2024/25                       | SV Innsbruck                                      | FC Vomp                                           | 3:0 (2:0)                                         |

In der Saison 2015/16 wurde der TFV Frauen Tirol Cup zum ersten Mal ausgetragen und die Gewinnerinnen waren die Frauen des SV Innsbruck. Im Jahr darauf, 2017 holten die Frauen des FC Schwoich den Cup, 2018 die Spielgemeinschaft aus Matrei und Neustift, 2019 wieder der FC Schwoich, mit einer Spielgemeinschaft mit Wildschonau. Nach einem Jahr Pause wegen der COVID-19-Pandemie in Österreich, gewann der SV Innsbruck 2021, 2022 und 2024 den Cup. 2023 gewann der SK Wilten den Pokal.

## Bezeichnung (Sponsor)
Der Cup wird seit 2021 mit einem Sponsor im Namenszug ausgetragen. Davor wurde der Pokalbewerb einfach TFV Frauen Cup, genannt. Folgende Sponsoren beziehungsweise Namensänderungen hat der Tiroler Frauen-Cup in seiner Namensgebung gehabt
- TFV Frauen Cup: 2015/16–2020/21
- Tirol Frauen-Cup: seit 2021/22
- der Sponsor ist im Namenszugs in Verbindung mit 'Tirol Frauen-Cup':
  - Kerschdorfer Tirol Frauen Cup: seit 2022/23 (Namensgeber: Gartenbau Kerschdorfer)

## Spielmodus, Teilnehmer und Auslosung
Der TFV Frauen Cup wird im K.-o.-System ausgetragen. Alle Runden werden in einem Spiel entschieden, bis zum Achtelfinale hat der jener Verein Heimrecht, der in der unteren Liga spielt. Sollten beide Vereine in einer Liga spielen, hat der erstgenannte Verein bei der Auslosung Heimrecht Ab dem Achtelfinale wird das Heimrecht gelost. Beim Finale gilt der Sieger des erstgezogenen Halbfinalspieles als Heimmannschaft, der Sieger des zweitgezogenen Halbfinalspiels als Auswärtsmannschaft. Steht es nach 90 Minuten Unentschieden wird der Sieger sofort (ohne Verlängerung) im Elfmeterschießen ermittelt.
- 1. Runde: Vorrunde (Vereine aus Landesliga)
- 2. Runde: Achtelfinale (Vereine aus der Frauen Tiroler Liga steigen ein)
- 3. Runde: Viertelfinale: 8 Teilnehmer
- 4. Runde: Halbfinale: 4 Teilnehmer
- 5. Runde: Finale: 2 Teilnehmer

## Die Titelträger
5 Pokalsiege
SV Innsbruck (2016, 2021, 2022, 2024, 2025)
2 Pokalsiege
FC Schwoich inkl. SPG Schwoich/Wildschönau (2017, 2019)
1 Pokalsieg
SK Wilten (2023)
SPG Matrei/Neustift (2018)